# Скіф (Шульгинка)
Футбольний клуб «Скіф» Шульгинка — український аматорський футбольний клуб із села Шульгинка Старобільського району Луганської області, заснований у 2018 році. Виступає у Чемпіонаті та Кубку Луганської області. Останні три сезони переможцем всіх офіційних футбольних турнірів у Луганській області є "Скіф", засновниками якого є брати  Олександр і Микола Коломецькі. Команда з мальовничого козацького села, найстарішого населеного пункту (засноване у 1607 році) Старобільського району, з 2018 по 2020 роки ставала чемпіоном області, вигравала обласний Кубок та Суперкубок області. Цього сезону перед "Скіфом" знову стоять максимальні задачі на обласній арені. Домашні матчі приймає на стадіоні «Колос» у Старобільську.

## Досягнення
- Чемпіонат Луганської області
  - Чемпіон: 2018, 2019, 2020
- Кубок Луганської області
  - Володар: 2018, 2019, 2020
- Суперкубок Луганської області
  - Володар:2018, 2019, 2020